# 準防火地域
準防火地域（じゅんぼうかちいき）とは、都市計画法第9条20項において「市街地における火災の危険を防除するため定める地域」 として、また、建築基準法および同法施行令において具体的な規制が定められた地域である。

## 概要
規制内容はおおむね防火地域よりも緩やかとなっている。延面積が1500平方メートルを超える建築物、あるいは4階建て（地階を除く）以上の建築物については耐火建築物としなければならない。
また、延面積が1500平方メートル以下で、500平方メートルを超える建築物については耐火建築物または準耐火建築物としなければならない。
さらに500平方メートル以下の建築物で3階建て（地階を除く）の建築物については耐火建築物または準耐火建築物あるいはより規制が緩やかな「技術的基準に適合する建築物」でよい。
なお、木造建築物等の場合は、隣地から一定の距離内で延焼のおそれのある部分の外壁や軒裏は防火構造とすることが求められている。
建築物が防火地域・準防火地域・未指定区域のうち複数の地域・区域にまたがる場合、建築物全体について最も厳しい地域の規制が適用される。すなわち、建築物が防火地域と準防火地域にまたがる場合は建築物全体について防火地域の規制が適用され、準防火地域と未指定区域にまたがる場合建築物全体について準防火地域の規制が適用される。ただし、建築物が防火区域外において防火壁で区画されている場合は、その防火壁外の部分については、その防火壁外の部分の地域の規定が適用される。

## 防火地域と共通する制限
- 屋根については、市街地における火災を想定した火の粉による建築物の火災の発生を防止するため、屋根の性能は建築物の構造および用途の区分に応じて、政令で定める技術的基準に適合するものであり、国土交通大臣が定めた構造方法を用いるもの、または国土交通大臣の認定を受けたものとしなければならない。
- 建築物の外壁の開口部で延焼のおそれがある部分に、防火戸その他の一定の防火設備を設けなければならない。外壁が耐火構造の建築物は、その外壁を隣地境界線上に接して設けることができる。
- 延面積が1000平方メートルを超える建築物は、防火上有効な構造の防火壁によって有効に区画し、かつ各区画の床面積の合計をそれぞれ1000平方メートル以内としなければならない。ただし耐火建築物・準耐火建築物は除く。
- 新築や増改築移転する場合は、事前に建築確認を受けなければならない。都市計画区域・準都市計画区域内では増改築移転部分の床面積が10平方メートル以内であれば建築確認は不要とする例外があるが、防火地域・準防火地域に指定されれば10平方メートル以内であっても建築確認が必要である。